# Palazzo Calchi
Palazzo Calchi (o palazzo Calchi Taeggi) è uno storico palazzo neoclassico di Milano, situato in corso di Porta Vigentina, già sede del collegio Calchi-Taeggi.
Il palazzo è di proprietà del Demanio pubblico del Comune di Milano; nella primavera 2022 è stato annunciato che è in programma una sua ristrutturazione. Gode di una storia privilegiata nel panorama milanese e fu scenario di molti avvenimenti importanti. Fu dapprima convento (in quello che è rimasto del cortile del monastero, ora giardino di lettura della biblioteca pubblica rionale restano piante di fico e nespole centenarie sotto cui si può leggere e studiare) e il bellissimo cortile interno cinquecentesco. Successivamente divenne collegio importante dove insegnarono molti personaggi di spicco della cultura cattolica e dove insegnò a due anni dalla laurea, anche Emilio De Marchi nel secolo scorso. Fu anche scenario dei moti rivoluzionari delle cinque giornate di Milano, dove studenti e professori si unirono insieme in nome della libertà. Divenuto caserma e successivamente scuola di musica, recentemente si sono stipulati accordi tra il Comune di Milano, che vi trasferirà i suoi uffici di Municipio 1, e l'Ente delle Dogane. È sede di una biblioteca, una scuola e varie associazioni cittadine. Ha ospitato durante la pandemia l'associazione che si è occupata di ospitare persone che vivevano per strada durante la notte.

## Storia e descrizione
Il complesso di Palazzo Calchi Taeggi risale al Cinquecento. In origine vi trovava posto il monastero di San Bernardo, fino al 1506 di monache benedettine governate dai Padri Cistercensi di Chiaravalle, poi di monache domenicane. Palazzo ricco di storia e di storie di incuria (tra cui il crollo nel 1971 della chiesa di San Bernardino di cui sopravvivono solo 3 archi della navata di destra), lega il suo nome alla famiglia Calchi, nobile famiglia di Pavia, e a Giovanni Ambrogio Taegio (m.1553), nobile milanese, che avevano disposto la fondazione dei due rispettivi collegi, poi aggregati .